# Przemysław Kasperkiewicz
Przemysław Kasperkiewicz (Kalisz, 1 de marzo de 1994) es un ciclista polaco.

## Palmarés
2014
- 1 etapa de la Carrera de la Paz sub-23

2017
- 1 etapa del Tour de Bretaña
- 1 etapa del An Post Rás

2019
- 1 etapa del Tour de Ruanda